# Samuel Côté
Pour les articles homonymes, voir Côté.
Samuel Côté est un chasseur d'épaves, conférencier, auteur et recherchiste québécois. Ses recherches ont fait l'objet d'une série télévisée, Chasseurs d'épaves, présentée sur les ondes de la chaîne Historia en 2014, 2016 et 2017.

## Biographie
Samuel Côté est né le 29 janvier 1985 à Price, une municipalité située dans la région de La Mitis, au Bas-Saint-Laurent (Québec, Canada.)
Pendant son enfance, il passe ses étés au chalet familial à Grand-Métis, face au fleuve Saint-Laurent. À l'âge de 6 ans, en marchant sur la plage, il trouve une pointe de flèche dans le sable, à l'embouchure de la rivière Mitis, à Grand-Métis. Cette découverte inattendue sera à l'origine de sa passion pour l'histoire. En 2005, il apprend que des archéologues ont entamé des fouilles à Price, son village natal, afin de relever des traces de l'occupation amérindienne du territoire. Il apporte la pointe de flèche à l'équipe d'archéologues afin de la faire évaluer et apprend qu'il s'agit d'une pointe de flèche à encoches latérales datant de 2500 ans AA, un témoignage précieux de la présence amérindienne dans La Mitis. 
Son frère Michel, de 13 ans son aîné, fait de la plongée sous-marine et emmène Samuel en bateau avec lui. Fasciné par les épaves de la Deuxième guerre mondiale, ce dernier rêve de pouvoir découvrir un jour les vestiges d'un navire échoué. En consultant un livre sur la bataille du Saint-Laurent, Samuel apprend que le navire Carolus a été torpillé par un sous-marin allemand le 9 octobre 1942,tout près de chez lui. Il entame alors des recherches dans les archives et arrive à en estimer l'emplacement. En communiquant ces informations au Service hydrographique du Canada, basé à l'Institut Maurice-Lamontagne, il contribue à l'identification formelle de l'épave en 2006.
En 2007, il lance le site Internet Le Cimetière du Saint-Laurent, dont le but est de recueillir et de présenter le plus d'informations possible sur les naufrages ayant eu lieu au Bas-Saint-Laurent. 
En 2009, il obtient une attestation de formation professionnelle lui permettant de travailler comme recherchiste. Il entame ensuite un baccalauréat en histoire à l'Université du Québec à Rimouski.  Avec un souci constant de transmission, il partage les connaissances historiques qu'il acquiert lors de ses recherches en prononçant des conférences sur les épaves enfouies dans le fleuve Saint-Laurent. Il publie le livre Le Métis maritime, ancré au passé... de 1800 à aujourd'hui aux Publications L'Avantage en 2009 et Les Naufrages du Québec au XXe siècle aux Éditions Broquet en 2012.
Il devient le personnage principal de l'épisode Chasseurs d'épaves de la série québécoise Maritime, présentée sur la chaîne TV5 en 2009. Il participe ensuite à plusieurs émissions de télévision québécoises : Dominique Poirier en direct (RDI), C'est ça la vie (Radio-Canada), Des kiwis et des hommes (Radio-Canada), C'est extra! (V Télé), Découverte (Radio-Canada) et Bleu, le magazine de la vie maritime (Radio-Canada). Il participe également à l'épisode Gardiens de la mémoire de la série télévisée Curieux métiers (Radio-Canada) et au documentaire Le Chant du phare (Radio-Canada).
Afin de valider les hypothèses qu'il établit en fouillant minutieusement dans les archives, Samuel Côté dirige une équipe de plongeurs qui l'aident à amasser des indices lui permettant d'identifier des épaves jusque-là inconnues. Ses recherches font l'objet d'une série télévisée, Chasseurs d'épaves, présentée sur la chaîne spécialisée Historia en 2014. La seconde saison de la série, dont le tournage a été effectué à l'été 2015, sera mise en ondes à l'hiver 2016.
Il obtient un prix Gémeaux en 2015 pour la première saison de Chasseurs d'épaves, dans la catégorie Meilleure émission ou série documentaire: nature, sciences et environnement.
Il a été le président d'honneur du centenaire de la paroisse de Price en 2016.

## Épaves identifiées
- Le Carolus, un navire torpillé par un sous-marin allemand U-69 le 9 octobre 1942, pendant la bataille du Saint-Laurent. Retrouvé en face de Grand-Métis (Québec), il a été identifié formellement en 2006[5].

- L'Atlas Scow No.1, un chaland qui a coulé à Pointe-au-Père (Québec), identifié en 2008[5].
- Le Manseau 101, une drague appartenant à la compagnie Marine Industries, qui a fait naufrage le 30 septembre 1966 en amont du pont Pierre-Laporte, à Québec (Québec). À la suite de l'identification de l'épave en 2012, une plaque commémorative honorant les marins décédés a été dévoilée au parc de la plage Jacques-Cartier[12].
- La Lina-Gagné, une goélette heurtée dans la nuit du 11 au 12 juin 1938 par le cargo anglais Manchester Regiment. Située en face de Rimouski (Québec), elle a été découverte en 2013[13].
- Le Scotsman, un navire écossais construit en 1834. Il coula le 20 novembre 1846 et fut identifié en 2015. Il s'agit de la plus vieille épave identifiée au Bas-Saint-Laurent[14].
- Le Viking, un navire hybride à coque métallique construit en Écosse. Il s'échoua sur un banc de sable à Matane, le 11 mai 1874, et sombra près de Sainte-Flavie le lendemain. Il fut identifié en 2015[15].
- Le navire canadien Oakton et les navires grecs Mount Pindus et Mount Taygetus, torpillés en 1942 au large de cap Gaspé. Découverts en 2015 en collaboration avec le Centre Interdisciplinaire de Développement en cartographie des Océans (CIDCO)[16].
- Les navires Inger Elisabeth et Saturnus, torpillés le 15 septembre 1942 par le sous-marin allemand U-517, au large du Cap-des-Rosiers. Découverts en 2015 en collaboration avec le Centre Interdisciplinaire de Développement en cartographie des Océans (CIDCO)[17].

## Publications
- Le Métis maritime, ancré au passé... de 1800 à aujourd'hui, Publications L'Avantage, 2009  (ISBN 978-2981060068)[18].
- Les Naufrages du Québec au XXe siècle, Éditions Broquet, 2012  (ISBN 978-2896542871)[19].

## Prix et récompenses
- 2008: Récipiendaire d'un prix local du Patrimoine dans la catégorie Individu – Transmission, interprétation et diffusion dans la MRC de La Mitis pour la première version du site Internet Le Cimetière du Saint-Laurent[7].
- 2010: Lauréat du Prix du patrimoine du Bas-Saint-Laurent dans la catégorie Individu- Transmission, interprétation et diffusion pour la publication de l'ouvrage Le Métis maritime, ancré au passé... de 1800 à aujourd'hui[7].
- 2012: Récipiendaire d’un prix local du Patrimoine dans la catégorie Individu – Transmission, interprétation et diffusion dans la MRC de La Mitis pour l’exposition Par la force de l’eau[20],[7].
- 2014: Lauréat d'un prix local du Patrimoine dans la catégorie Individu- Transmission, interprétation et diffusion pour la nouvelle version du site Internet Le Cimetière du Saint-Laurent[7].
- 2015: Prix Gémeaux, catégorie Meilleure émission ou série documentaire: nature, sciences et environnement[10].